# Darvin Ham
Darvin Ham (ur. 23 lipca 1973 w Saginaw) – amerykański koszykarz, występujący na pozycji skrzydłowego, mistrz NBA z 2004, trener i analityk koszykarski, od 2022 do 3 maja 2024 roku trener zespołu Los Angeles Lakers.
W 1996 roku wybrany w drafcie do CBA z numerem 55, w 5. rundzie przez zespół Sioux Falls Skyforce. 1 listopada 2007 został wybrany w drafcie do D-League z numerem 3 przez New Mexico Thunderbirds.
Podczas rozgrywek NCAA Sweet Sixteen w 1996, w meczu z uczelnią Karoliny Północnej zniszczył tablicę w trakcie jednego z wykonywanych wsadów, dzięki czemu pojawił się później na okładce magazynu Sports Illustrated.
W 2006 roku pracował jako analityk dla Fox Sports Southwest, analizując spotkania play-off Dallas Mavericks.
Po zakończeniu kariery sportowej rozpoczął pracę trenerską jako asystent w D-League.

## Osiągnięcia
NCAA
- Uczestnik rozgrywek NCAA Sweet Sixteen (1996)[5]
- Zwycięzca konkursu wsadów NCAA (1996)[5]

NBA
- Mistrz NBA (2004)[1]
- Wicemistrz NBA (2005)[1]
- Uczestnik konkursu wsadów (1997)[4]

Inne
- Mistrz USBL (1996)[3]
- Wicemistrz D-League (2008)
- Wybrany do Galerii Sław Sportu Hrabstwa Saginaw[5]

Trenerskie
- Mistrzostwo NBA (2021 jako asystent trenera)